# Laléwa (Kornaka)
Laléwa (auch: Laléoua) ist ein Dorf in der Landgemeinde Kornaka in Niger.

## Geographie

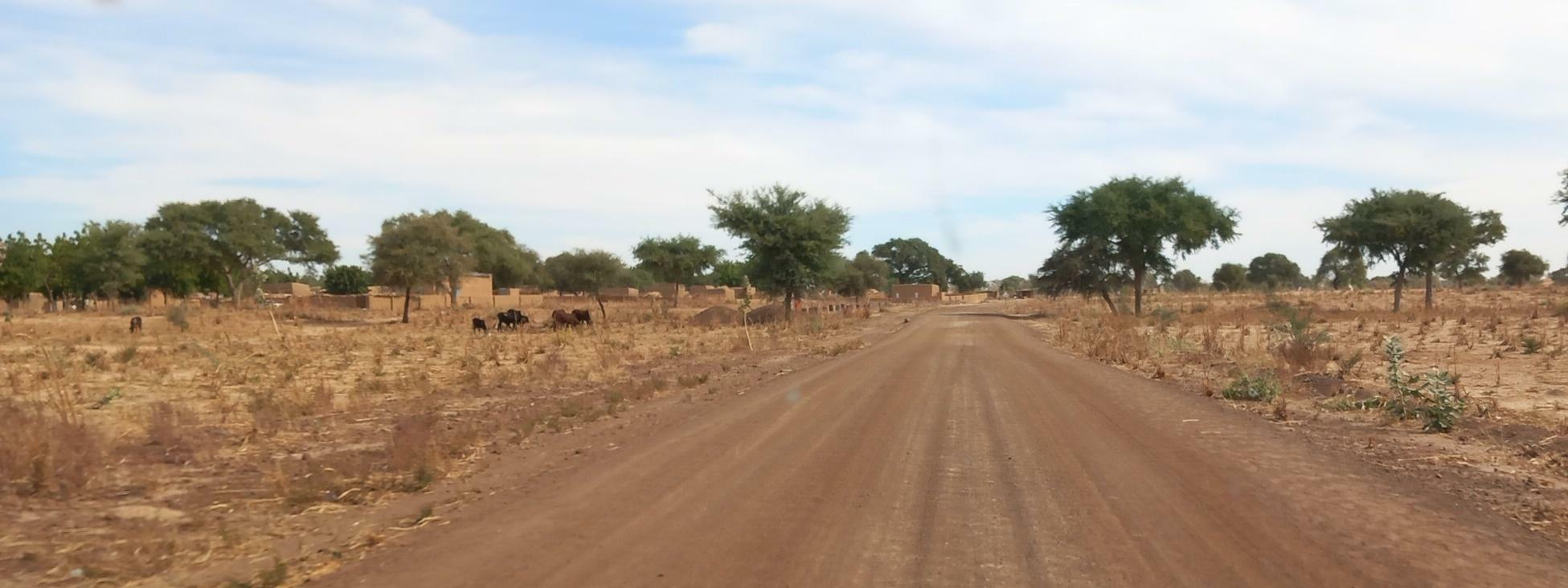
Ortsansicht von Laléwa (2023)

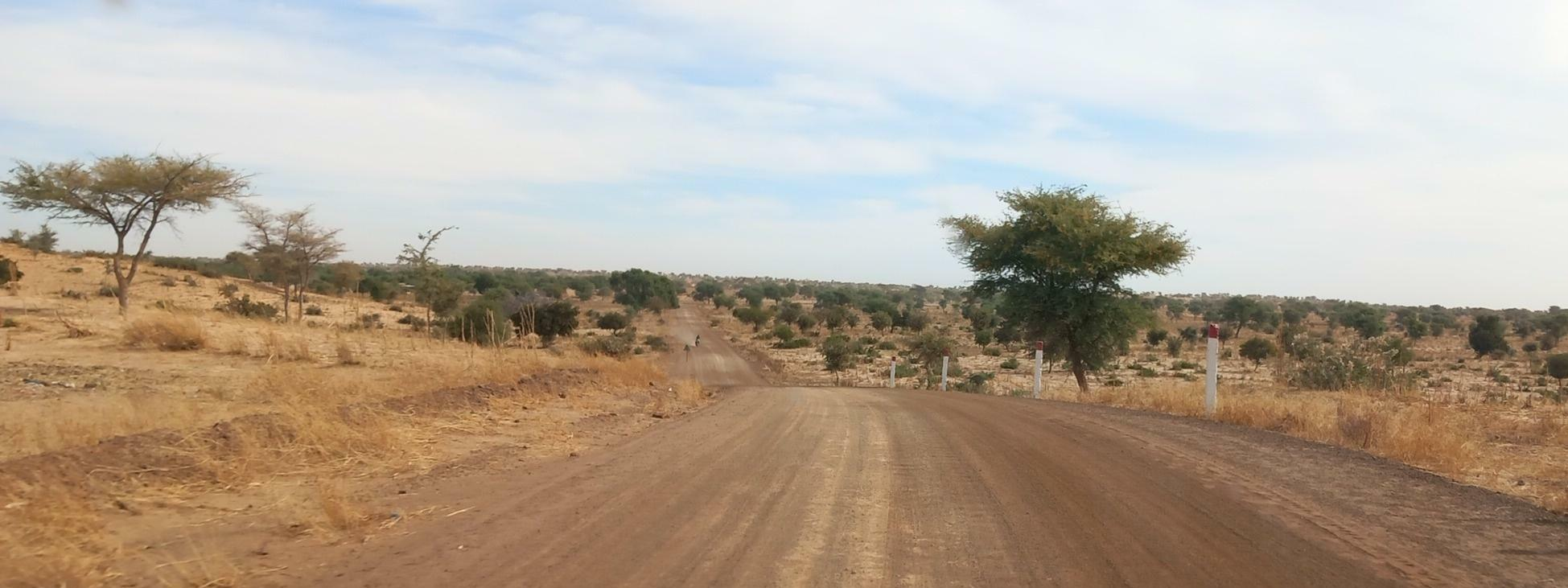
Landschaft bei Laléwa (2023)

Das von einem traditionellen Ortsvorsteher (chef traditionnel) geleitete Dorf befindet sich rund 16 Kilometer nordöstlich des Hauptorts Kornaka der gleichnamigen Landgemeinde, die zum Departement Dakoro in der Region Maradi gehört. Weitere Siedlungen in der Umgebung von Laléwa sind Adjékoria im Nordwesten, Alforma und Ali Kalla im Nordosten sowie Guidan Salifou im Südosten.
Es herrscht das Klima der Sahelzone vor, mit einer durchschnittlichen jährlichen Niederschlagsmenge zwischen 300 und 400 mm.

## Bevölkerung
Bei der Volkszählung 2012 hatte Laléwa 1908 Einwohner, die in 260 Haushalten lebten. Bei der Volkszählung 2001 betrug die Einwohnerzahl 1343 in 179 Haushalten und bei der Volkszählung 1988 belief sich die Einwohnerzahl auf 1218 in 190 Haushalten.
Die Bevölkerungsdichte in diesem Gebiet ist für nigrische Verhältnisse hoch.

## Wirtschaft und Infrastruktur
Das Gebiet der Ebenen im südlichen Teil der Region Maradi, in dem Laléwa liegt, ist von einer anhaltenden Degradation der ackerbaulichen Flächen gekennzeichnet, die mit der hohen Bevölkerungsdichte in Zusammenhang steht. Es wird Saatgut für Augenbohnen produziert. Im Dorf ist ein Gesundheitszentrum des Typs Centre de Santé Intégré (CSI) vorhanden. Es gibt eine Schule.